# シロウミウシ
シロウミウシは日本近海に生息しているウミウシの一種である。白色地の体に複数の黒い斑紋が散在し、外套膜 の縁や触角、二次鰓は黄色である。

## 形態
体長は40mm程度だが、最大では5cmになる。身体は白色から黄白色で、背面にはまばらに黒い楕円形の斑紋がある。外套膜の縁は狭い黄色い帯斑で囲まれる。触手と鰓も黄色。体側面にも黒斑があり、後端は黄色。

## 生態
潮間帯中部～下部に比較的ふつうに見出され、タイドプールでもしばしば見かける。消化管内容物の検討からは、これらの環境において、岩礁表面にふつうに付着しているクロイソカイメンもしくはナミイソカイメンを餌としている可能性が高いとされている。
7-8月に産卵し、卵塊は他物の上に渦巻き形に生み付けられる。

## 分布など
日本では太平洋岸、日本海岸に普通に見られる。国外では香港、台湾から知られる。

## 類似種
同属のものではシラライロウミウシ C. tumulifera が本種とよく似ている。白地に斑点が散在し、背面が黄色で縁取りされている点は共通する。ただしこの種では斑紋が黒ではなく紫である点、外鰓や触角が黄色ではなく白い点などで判別出来る。別属ではあるがウスイロウミウシ Hypselodoris placidaもよく似ており、白地に黒い斑紋、縁取りや触角などが黄色い点も共通するが、この種では背面の縁に近い位置に薄い青色の領域がある。